# Doom (gruppo musicale)
I Doom sono un gruppo crust punk/hardcore punk originario di Birmingham, Inghilterra. Il loro sound ha influenzato numerosi gruppi crust hardcore e grindcore negli anni successivi alla loro formazione.

## Storia del gruppo

### La prima formazione
I Doom nacquero come The Subverters con Jon Pickering (basso/voci), Brian Talbot (chitarra) e Jason Hodges (batteria). Dopo che Jason fu sostituito da Mick Harris, nuovo batterista, il gruppo cambiò il suo nome in Doom.
Questa formazione suonò in un paio di concerti, suonando un genere vicino al crossover. Talbot e Pickering però decisero di cambiare genere, e insieme a Harris il gruppo si liberò delle sonorità crossover/metal, virando verso sonorità tra quelle dei Discharge e il crossover thrash, che avrebbero caratterizzato il loro suono nel futuro. Pickering lasciò il basso per concentrarsi sulla voce, e Pete Nash entrò nella band come bassista. Harris lasciò per suonare con i Napalm Death, così si aggiunse anche un nuovo batterista. Il gruppo iniziò a suonare con questa nuova formazione nel 1987.
Più o meno in questo periodo una piccola etichetta, la Peaceville Records, aveva iniziato la sua attività. L'etichetta, dopo aver sentito parlare dei Doom, chiese al gruppo se era interessato a mettere una canzone nella prima compilation della Peaceville, A Vile Peace. I Doom così registrarono la loro prima canzone il 28 agosto 1987. Nash sfortunatamente si infortunò appena prima della registrazione, e così il bassista dei Napalm Death e dei Ripcord Jim Whitley prese il suo posto. Furono registrate tre canzoni, due delle quali apparvero nella raccolta A Vile Peace.
Dopo questa prima registrazione, la Peaceville chiese ai Doom se volevano registrare il loro primo album, e così fecero. Il demo War is Big Business fu così registrato il 27 novembre 1987 e venduto in musicassette ai concerti. Nel febbraio 1988 i Doom ritornarono in studio per registrare 21 canzoni per il loro album di debutto: War Crimes (Inhuman Beings). Durante tutto questo periodo il gruppo suonò in numerosi concerti nel Regno Unito, procurandosi un discreto seguito. Fu inoltre prodotto un nuovo demo, Domesday.
Alla fine del 1988, per motivi di ordine personale, Talbot decise di lasciare i Doom. Rimase comunque nel gruppo abbastanza per registrare lo split Bury the Debt - Not the Dead (con il gruppo svedese No Security) sempre su Peaceville.

### La prima reunion
I Doom si riformano nel 1992 con la formazione composta da Talbot, Pickering, Nash e Stick. Realizzano un tour in Giappone e registrato un 12" composto da nuove canzoni pubblicato per l'etichetta Vinyl Japan. Questa sarà l'ultima registrazione con questa formazione. A questo punto la band è nuovamente sul punto di sciogliersi, ma Talbot e Stick decidono di continuare con due nuovi membri: Tom Croft dei Genital Deformities alla voce e Paul "Mall" Mallen al basso. Con questa formazione la band registra l'album split con i Selfish e lo split EP con gli Hiatus. Mall esce dalla band subito dopo (una separazione amichevole) e viene sostituito dal bassista Scoot dei Largactyl.
La nuova formazione registra quindi lo split EP Doomed to Extinction con gli Extinction of Mankind, il doppio LP Fuck Peaceville e il 7" Hail to Sweden.
Nel settembre del 1995 viene organizzato un tour in Scandinavia, tuttavia Scoot decide di non andare a causa di problemi a casa, per realizzare il tour viene quindi sostituito da Denis Boardman (dei Blood Sucking Freaks) ed in modo permanente da Chris Gascoigne (Suffer), con Denis spostato a seconda chitarra. Anche Tom Croft lascia la band poco prima del tour e viene sostituito da Wayne Southworth (anche lui dei Blood Sucking Freaks). Dopo il tour scandinavo i Doom registrano il 7" Zoo Monarchia ai Sunlight Studios.
La band, ora composta da Stick, Talbot, Boardman, Southworth e Gascoigne, entra in studio nel giugno 1996 per registrare per la Flat Earth l'LP completo Rush Hour of the Gods.
Il 18 marzo 2005 il cantante Wayne Southworth viene trovato morto nella sua casa da un amico a causa di una crisi epilettica. Successivamente la band si esibisce in un ultimo concerto a Bradford in suo onore.

### Seconda reunion
Nel 2010 il gruppo viene nuovamente riformato da Bri, Stick, Denis e Scoot con Denis come cantante. Nel 2014 la band pubblica Corrupt Fucking System con Black Cloud Records.

## Formazione

### Formazione attuale
- Denis Boardman - voce (1995 - 2005, 2010-)
- Brian "Bri" Talbot - chitarra (1987-1989, 1992-2005, 2010-)
- Scoot - basso (2010-)
- Tony "Stick" Dickens - batteria (1992-2005, 2010-)

### Ex componenti
- Wayne Southworth - voce (1993-2005)
- Tom Croft - voce (1992-?)
- Jon Pickering - voce, chitarra (1987-1989, 1992)
- Dave Talbot - chitarra
- Pete Nash - basso (1987-1989, 1992)
- Jim Whitley - basso (1988)
- Paul "Mall" Mallen - basso (1992-1993)
- Chris Gascoigne - basso (1996-?)
- Andy Irving - basso
- Jason Hodges - batteria (1987)
- Mick Harris - batteria (1987-1989)

## Discografia

### Album in studio
- 1988 - War Crimes (Inhuman Beings)
- 1989 - Total Doom CD
- 1992 - Doomed From the Start
- 1992 - The Greatest Invention
- 1995 - Fuck Peaceville
- 1996 - Monarchy Zoo
- 1996 - Rush Hour of the Gods
- 2001 - World of Shit
- 2014 - Corrupt Fucking System
- 2016 - Consumed to Death

### Split
- 1989 - Bury the Debt - Not the Dead (con i No Security)
- 1993 - Lost the Fight (con Hiatus, Flat Earth e Nabate)
- 1994 - Doomed to Extinction (con gli Extinction of Mankind)
- 1994 - Pro-Life Control (con i Selfish)
- 1997 - Split (con i Cress)

### Raccolte
- 1996 - Peel Sessions

### Live
- 2006 - Back & Gone Double Live

### Singoli
- 1989 - Police Bastard
- 1992 - Live in Japan
- 1995 - Hail to Sweden
- 1996 - Pissed Robbed & Twatted - Live in Slovenia
- 1996 - Monarchy Zoo

### Partecipazioni a compilation
- 1987 - A Vile Peace
- 1988 - Hardcore Holocaust (The 87-88 Peel Sessions)
- 1988 - Spleurk!
- 1989 - Volnitza: The Worst of the 1 in 12 Club Vol. 6/7
- 1990 - Hardcore Holocaust II
- 1990 - Vile Vibes
- 1991 - Hardcore Resistance
- 1995 - Endless Struggle: The Worst of the 1 in 12 Club vol. 12/13
- 1995 - Gay Pride
- 1999 - Aftermath